# Araiostegia yunnanensis
Araiostegia yunnanensis là một loài dương xỉ trong họ Davalliaceae. Loài này được Christ Copel. mô tả khoa học đầu tiên năm 1927.